# Newport Tower
Newport Tower – wieżowiec w Jersey City, w stanie Jersey, w Stanach Zjednoczonych, o wysokości 162 m. Budynek został otwarty w 1991 roku i posiada 37 kondygnacji.